# 不勞而禍
是一部2013年美国黑色喜劇動作犯罪片，由迈克尔·贝导演，馬克·華伯格、巨石強森和安东尼·麦凯主演。本片根据Pete Collins在1999年《邁阿密新時報》上发表的文章以及2013年出版的书籍《Pain & Gain: This Is a True Story》改编而成，讲述太陽健身幫所做過的绑架、敲诈勒索、酷刑、谋杀等犯罪故事。英文片名是在健身方面經常使用的格言：「沒有付出，就沒有收穫」（No pain, no gain）。
電影2013年4月26日在美國上映。

## 剧情
丹尼尔·卢戈（Daniel Lugo，馬克·華伯格 饰演）是名阴谋家，因为实行医疗保险欺诈而被捕入狱，最近被释放出来。
太阳健身房的老板约翰·梅斯（John Mese，羅伯·考德瑞 饰演）雇佣卢戈为健身教练。卢戈在六个星期内与阿德里安·道伯尔（Adrian Doorbal，安東尼·麥基 饰演），一个使用大量类固醇而出現性功能障礙的健美运动员结为好友。在影片的开头，卢戈为摆脱警察的追捕逃亡，想不到，被一辆警车撞倒。然后视线转回几个月前，在通过赢得大量会员来进行训练开始自己的生活方式后，卢戈变得贪婪，期间他遇见了认为自己是骗子的维克多·克肖（Victor Kershaw，托尼·舍盧卜 饰演）。卢戈受到了强尼·吴（Jonny Wu，鄭肯 饰演）一番激励人心演讲启发后，决定拟定计划通过绑架和虐待的手段赢取维克多的家财。
随后，卢戈还招收因吸毒大量可卡因而被捕，信奉基督教并在最近被释放的保罗·多伊尔（Paul Doyle，巨石強森 饰演）。一开始保罗並不愿意加入，但后来与他与牧师发生了激烈的争吵，致使他回心转意。这个“太阳健身团伙”没能成功在维克多的家里将其绑架，最终在一家熟食店外用电击枪将其拿下，并带他到他自己的小仓库中。
三个绑匪们试图掩盖自己的声音，但是维克多通过独特的古龙香水味认出了卢戈，绑架计划泡汤了。
但随后卢戈用其他方式，迫使维克多为自己的失踪提供假冒的证明，让维克多的家人搬离所居住的房屋，并签署一份将资产转移到卢戈身上的文件。卢戈让John Mese在维克多不在的情况为这份文件做公证，而条件是卢戈将会用维克多的资产赞助太阳健身房。
“太阳健身团伙”最终成功得到维克多的财产，而放过维克多绝对是个坏主意，因此卢戈想出一个计划，强行将维克多灌醉，并让用他的宝马车制造一场车祸，以杀死维克多。豈料维克多竟在车祸中生存了下来，于是三人又决定将维克多连车一起焚烧，但是维克多从正在剧烈燃烧的车辆中逃了出来，于是三人决定开车从维克多的身上碾过去，但是维克多又活了下来还去住院，但三人还不知情。之后，三人开始挥霍维克多的财富——卢戈开着维克多的车在城市中兜风，并住在维克多于迈阿密郊区的豪宅中；道伯尔娶了他的护士罗宾（Robin，瑞貝爾·威爾森 饰演），并接受了了她的勃起障碍治疗；保罗放弃了使他清醒的宗教和油条馅饼，把钱放在可卡因和泡妞身上。
维克多向警察报告了发生在自己身上的事情，由于克肖摆出一副令人讨厌的面孔，以及他血液中大量的酒精含量，致使警察并不相信克肖的说辞，随后他寻求了退休的私家侦探艾德·杜伊斯三世（艾德·哈里斯 饰演）。埃德雖拒绝了维克多的案件，但叮嘱克肖马上离开医院。果然，三人知道了维克多还活着的消息，准备去医院杀他，由于维克多遵循埃德的建议立刻离开了医院，计划落空。埃德开始反思，接下了维克多的案件，并進入到太阳健身房内部寻找消息。此时，多伊尔自己将钱快花光了，于是开始盘算着抢劫运钞车，然而放在钱袋中的防盜染料包炸开，多伊尔侥幸逃脱，但不料被射断了一根脚趾。
而道伯尔治病也把钱花光了，两人于是跑到罗宾的婚礼向卢戈寻求资助，但卢戈也缺钱，于是三人开始谋划着另一起绑架。他们的目标是经营电话性爱服务的弗兰克·格里加（Frank Griga，邁克·瑞斯波利 饰演），在弗兰克的家里进行一番充满前途的交谈后，三人邀请弗兰克和他的妻子Krisztina Furton（Keili Lefkovitz 饰演）到道伯尔家商讨投资的事宜。但在交谈中，弗兰克认为自己需要经验丰富的投资商，而卢戈显然就是个没有生意头脑的人，这大大激怒了卢戈，于是卢戈开始攻击弗兰克，但是卢戈却误杀了弗兰克，弗兰克的妻子发现后试图逃走报警，道伯尔马上向她注射了一剂用于马匹身上的镇静剂。
道伯尔随后尝试向Krisztina注射大量的镇静剂，从而在她的口中套出打开弗兰克保险箱的密码，但他们发现Krisztina说出的密码根本不管用，然而此时Krisztina试图逃跑，道伯尔于是又打了一剂镇静剂，不料剂量太多，害死了Krisztina。
卢戈和道伯尔随后购买工具开始肢解弗兰克和他的妻子，随后将两人的尸体塞进几个汽油桶中，抛进大海。而保罗则负责将两人的手上的指纹烤掉。多伊尔因血腥暴力的场面失去了理智，于是他离开团队，返回到牧师的教会中。警方随后获悉了弗兰克和Krisztina失踪的信息，他们根据埃德的证据制订了抓捕“太阳健身团伙”的计划。于是影片的时间回到了开头的6月17日，警方在家逮捕了道伯尔、在教堂找到了多伊尔，而卢戈仍然在逃。维克多和埃德推断，卢戈正隐藏在巴拿马群岛的银行中试图获得维克多银行的财产，并带领警察抓捕卢戈，警察们追上卢戈，但卢戈逃走了。埃德试图向卢戈开枪，没中，于是维克多驾车上前将卢戈撞翻，卢戈夹在一睹墙中间无法动弹，于是当局抓到了卢戈。卢戈随后被遣送回美国，与多伊尔、道伯尔以及梅斯一起接受审判。
在审讯中，罗宾在前一天晚上与道伯尔正式离婚，从可以在法庭中进行作证。多伊尔突然良心发现，坦白了自己的罪行并进行作证。
最终，多伊尔被判处15年有期徒刑，服刑7年后获释。卢戈和道伯尔被判处死刑，监禁在佛罗里达州的死囚中，约翰·梅斯判刑不久后就死在狱中，多伊尔的女友索丽娜则未被指控。
電影結尾時，卢戈說：「這就是美國夢了」。

## 演員
- 馬克·華伯格 飾 Daniel Lugo
- 巨石強森 飾 Paul Doyle（人物原型为Carl Weekes、Stevenson Pierre和Jorge Delgado）
- 安東尼·麥基 飾 Adrian "Noel" Doorbal
- 托尼·舍盧卜 飾 Victor Kershaw（人物原型为馬克·席勒（英语：Marc Schiller））
- 艾德·哈里斯 飾 偵探艾德·杜伊斯三世（英语：Ed Du Bois III）
- 羅伯·考德瑞 飾 John Mese
- 瑞貝爾·威爾森 飾 Robin Peck（人物原型为Cindy Eldridge）
- 郑肯 飾 Jonny Wu（人物原型為Tom Vu（英语：Tom Vu））
- 芭兒·帕莉（英语：Bar Paly） 飾 Sorina Luminita（人物原型为Sabina Petrescu）
- 邁克·瑞斯波利 飾 Frank Griga
- 托尼·普蘭納 飾 Captain Lopez
- 艾蜜莉·拉瑟弗德（英语：Emily Rutherfurd） 飾 Cissy DuBois
- 約蘭特·斯奈德-卡鮑（英语：Yolanthe Sneijder-Cabau） 飾 Analee Calvera
- 賴瑞·漢金（英语：Larry Hankin） 飾 Pastor Randy
- 彼得·斯特曼 飾 Dr. Bjornson
- 布萊恩·斯泰潘內克 飾 Brad McCallister
- 寇特·安格 飾 Benjamin Rowe（同獄犯人）

## 制作
影片预算为2600万美圆，是导演迈克尔·贝所拍摄成本最低的一部电影，因为道恩·强森和马克·沃尔伯格没有要片酬，而是从票房中分红，马克·沃尔伯格为了角色需要，在开拍前疯狂锻炼身体，把自己的体重锻炼到了96公斤。2012年3月31日在迈阿密开拍。2012年12月19日预告片正式出炉。

## 评价
烂番茄新鲜度49%，获得褒貶不一两极化評價，被一些影评人认为是迈克尔·贝导演至今最发人深省的一部作品。

## 票房
美国首周末收获2024万美圆列第一位。
| 上一届： 《遗落战境》 | 2013年美國週末票房冠軍 第17周 | 下一届： 《钢铁人3》 |